# جيرالد غانغلباور
جيرالد غانغلباور (بالإنجليزية: Gerald Ganglbauer)‏ هو ناشر وكاتب أسترالي، ولد في 24 فبراير 1958 في غراتس في النمسا.